# Máy bay siêu thanh

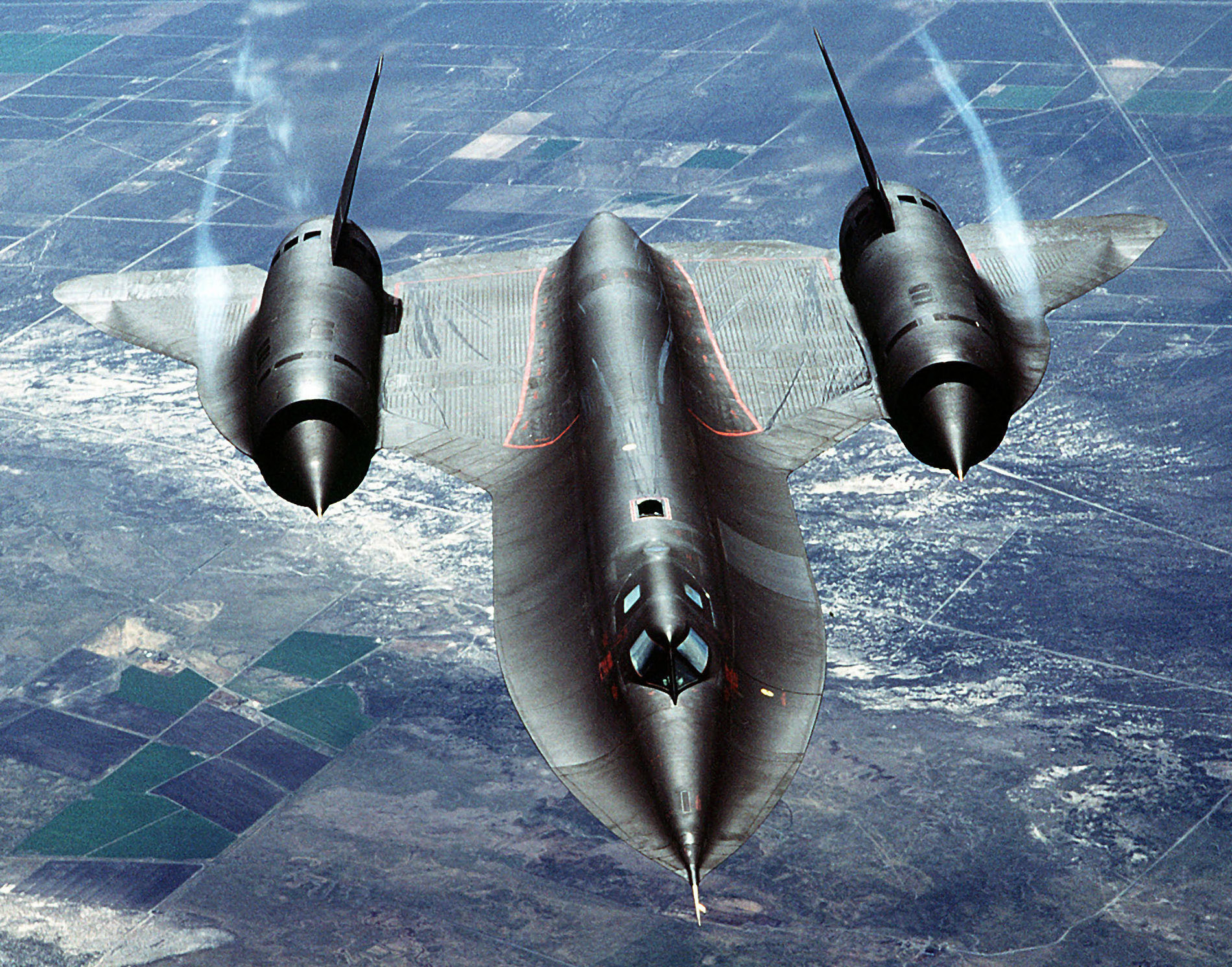
Một máy bay trinh sát siêu thanh SR-71 Blackbird

Máy bay siêu thanh (đôi khi được gọi là máy bay siêu âm) là các máy bay được thiết kế để có thể bay với tốc độ vượt quá tốc độ âm thanh (Mach 1 hoặc lớn hơn), ít nhất trong một số giai đoạn của một chuyến bay bình thường của nó.

## Tổng quan
Phần lớn các máy bay siêu thanh ngày nay là các máy bay quân sự hoặc máy bay thử nghiệm. Hầu hết trong số đó, bao gồm cả các máy bay chiến đấu, chỉ được thiết kế để vượt quá tốc độ của âm thanh trong một số chế độ bay đặc biệt. Một số ít các máy bay, chẳng hạn như máy bay trinh sát quân sự SR-71 Blackbird và máy bay vận tải dân sự siêu thanh Concorde, được thiết kế để hành trình liên tục ở tốc độ cao hơn tốc độ của âm thanh.
Các chuyến bay siêu thanh luôn mang đến những thách thức kỹ thuật. Nguyên lý khí động lực học của vật thể bay siêu thanh khác nhiều so với nguyên lý của các vật thể bay dưới âm (tốc độ chậm hơn so với âm thanh). Tuy nhiên, các thách thức kỹ thuật phần lớn đã được giải quyết; trở ngại cho việc triển khai thực tế của các máy bay siêu thanh nằm ở các vấn đề chính trị, môi trường và kinh tế, đặc biệt là trong các ứng dụng dân sự. Nhu cầu cho các chuyến bay siêu thanh thường không đủ để phát triển thương mại các máy bay dân sự siêu thanh. SR-71 và Concorde đều đã ngừng hoạt động. Concorde có tỷ suất lợi nhuận cao trong dịch vụ, nhưng thị trường tiêu thụ máy bay loại này quá bé (do phạm vi hạn chế, tiêu thụ quá nhiều nhiên liệu và tiếng nổ siêu thanh gây ảnh hưởng về âm thanh đến các khu vực nó bay qua) khiến cho các nhà sản xuất máy bay loại này không thu được lợi nhuận.
Máy bay siêu thanh với hành trình bay siêu thanh ngắn thường sử dụng động cơ phản lực cánh quạt đẩy có tỷ lệ dòng chảy không qua lõi thấp, do các động cơ này có hiệu suất tốt cho cả tốc độ dưới tốc độ âm thanh cũng như ở tốc độ siêu thanh. Với các máy bay siêu thanh có hành trình siêu thanh dài, động cơ tuốc bin phản lực được sử dụng vì chúng có ít lực cản ký sinh ở tốc độ siêu thanh.

## Máy bay siêu thanh dân sự

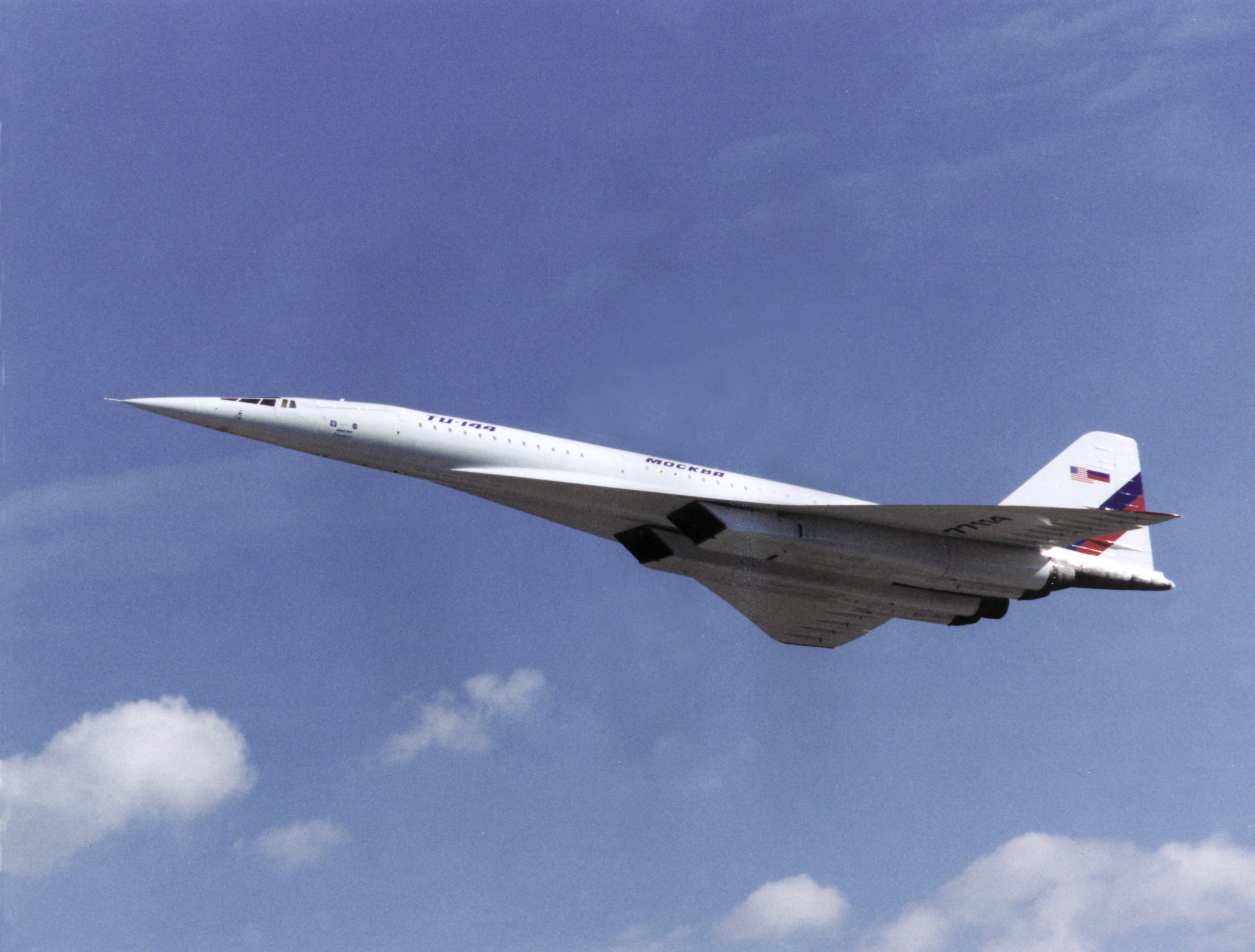
Tu-144LL trong chuyến bay

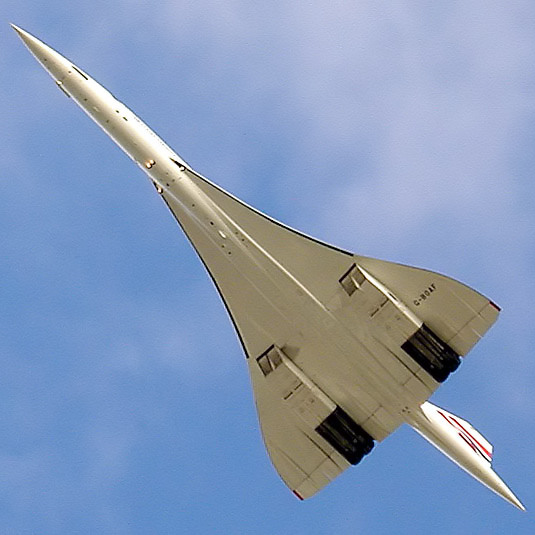
Chuyến bay cuối cùng của Concorde, G-BOAF từ Heathrow đến Bristol, ngày 26 tháng 11, năm 2003

Trong lịch sử, chỉ có hai máy bay dân sự siêu thanh đã được sử dụng để cung cấp dịch vụ vận chuyển dân dụng. Đó là Tupolev Tu-144 do Liên Xô sản xuất, bay lần đầu tiên vào năm 1968 và đã được nghỉ hưu vào năm 1997, và Concorde do Anh và Pháp phối hợp sản xuất, bay lần đầu tiên vào năm 1969 và phục vụ cho đến năm 2003. Sau khi Concorde ngừng bay, không còn máy bay siêu thanh dân sự nào cung cấp dịch vụ vận chuyển.

## Máy bay quân sự siêu thanh
Các máy bay quân sự siêu thanh với khối lượng vượt quá 25000kg chủ yếu là các máy bay ném bom chiến lược và máy bay trinh sát tầm dài, như:
- Convair B-58 Hustler
- SR-71 Blackbird
- XB-70
- Tupolev Tu-22M
- B-1 Lancer
- Tupolev Tu-160

Đại đa số các máy bay siêu thanh là những máy bay quân sự với khối lượng nhỏ hơn 25000 kg, chủ yếu có khả năng tác chiến, tấn công.